# Estação Utinga
A Estação Utinga é uma das estações da Linha Azul do Sistema de Trens Urbanos de Maceió, situada em Rio Largo, entre a Estação Satuba e a Estação Gustavo Paiva.
Foi inaugurada em 2 de fevereiro de 1884. Atende o povoado de Utinga.